# Schlabendorfer Bergbaufolgelandschaft – Lichtenauer See
Das Naturschutzgebiet Schlabendorfer Bergbaufolgelandschaft – Lichtenauer See liegt im Landkreis Oberspreewald-Lausitz in Brandenburg.
Das Gebiet mit der Kenn-Nummer 1116 wurde mit Verordnung vom 16. Januar 1997 unter Naturschutz gestellt. Das rund 465 ha große Naturschutzgebiet mit dem 326 ha großen Lichtenauer See erstreckt sich östlich von Schlabendorf am See, einem Ortsteil der Stadt Luckau, und westlich von Lichtenau, einem Gemeindeteil des Lübbenauer Ortsteils Kittlitz. Nördlich verläuft die Landesstraße L 526, östlich die A 13 und südlich die L 52. Südwestlich erstreckt sich der 600 ha große Schlabendorfer See und östlich der 140 ha große Schönfelder See.